# Liste des conjoints des chefs d'État
 (septembre 2024).
Voici une liste des conjoints des chefs d’État actuels.

## États reconnus par les Nations unies
| État                             | Chef de l'État | Conjoint                                                  | Image |
| -------------------------------- | --- | --------------------------------------------------------- | ----- |
| Afghanistan                      | Guide suprême Hibatullah Akhundzada                                                                                               | Il aurait eu deux épouses (non confirmé)                  |       |
| Albanie                          | Président Bajram Begaj | Armanda Begaj                                             |       |
| Algérie                          | Président Abdelmadjid Tebboune | Fatima Zohra Bella                                        |       |
| Andorre                          | Co-Prince Joan Enric Vives i Sicília                                                                                              | Célibataire                                               |       |
| Andorre                          | co-prince Emmanuel Macron | Brigitte Macron                                           |       |
| Andorre                          | Représentant du coprince épiscopal Josep Maria Mauri                                                                              | Célibataire                                               |       |
| Andorre                          | Représentant du coprince français Patrick Strzoda                                                                                 | —                                                         |       |
| Angola                           | Président João Lourenço | Ana Dias Lourenço                                         |       |
| Antigua-et-Barbuda               | Roi Charles III | Reine Camilla                                             |       |
| Antigua-et-Barbuda               | Gouverneur général Rodney Williams                                                                                                | Sandra Williams                                           |       |
| Argentine                        | Président Javier Milei | Fátima Flórez                                             |       |
| Arménie                          | Président Vahagn Khatchatourian                                                                                                   | Anahit Minasyan                                           |       |
| Australie                        | Roi Charles III | Reine Camilla                                             |       |
| Australie                        | Gouverneur général Sam Mostyn | Simeon Beckett SC                                         |       |
| Autriche                         | Président Alexander Van der Bellen                                                                                                | Doris Schmidauer (en)                                     |       |
| Azerbaïdjan                      | Président Ilham Aliyev | Mehriban Aliyeva                                          |       |
| Bahamas                          | Roi Charles III | Reine Camilla                                             |       |
| Bahamas                          | Gouverneure générale Cynthia A. Pratt                                                                                             | Veuf , anciennement Joseph B. Pratt                       |       |
| Bahreïn                          | Roi Hamad ben Issa Al Khalifa | Sabika Al Khalifa                                         |       |
| Bahreïn                          | Roi Hamad ben Issa Al Khalifa | Sheia bint Hassan Al Khrayyesh Al Ajmi                    |       |
| Bahreïn                          | Roi Hamad ben Issa Al Khalifa | Hessa bint Faisal bin Muhammad bin Shuraim Al Marri       |       |
| Bahreïn                          | Roi Hamad ben Issa Al Khalifa | Manal bint Jabor Al Naimi                                 |       |
| Bangladesh                       | Président Mohammed Shahabuddin | Rebecca Sultana (en)                                      |       |
| Barbade                          | Présidente Sandra Mason | ?                                                         |       |
| Biélorussie                      | Président Alexandre Loukachenko                                                                                                   | Galina Loukachenko                                        |       |
| Belgique                         | Roi Philippe | Reine Mathilde de Belgique                                |       |
| Belize                           | Roi Charles III | Reine Camilla                                             |       |
| Belize                           | Gouverneur général Froyla Tzalam                                                                                                  | Daniel Méndez                                             |       |
| Bénin                            | Président Patrice Talon | Claudine Talon                                            |       |
| Bhoutan                          | Roi Jigme Khesar Wangchuck | Reine Jetsun Pema                                         |       |
| Bolivie                          | Président Luis Arce | Lourdes Brigida Durán Romero                              |       |
| Bosnie-Herzégovine               | Haut Représentant Christian Schmidt                                                                                               | Ria Hess                                                  |       |
| Bosnie-Herzégovine               | Président Denis Bećirović | Mirela Bećirović                                          |       |
| Bosnie-Herzégovine               | Membre de la présidence Željko Komšić                                                                                             | Sabina Komšić                                             |       |
| Bosnie-Herzégovine               | Membre de la présidence Željka Cvijanović                                                                                         | Alexandre Cvijanović                                      |       |
| Botswana                         | Président Mokgweetsi Masisi | Neo Masisi                                                |       |
| Brésil                           | Président Luiz Inácio Lula da Silva                                                                                               | Rosângela Lula da Silva                                   |       |
| Brunei                           | Sultan Hassanal Bolkiah | Reine Saleha                                              |       |
| Bulgarie                         | Président Roumen Radev | Desislava Radeva (en)                                     |       |
| Burkina Faso                     | Président par intérim Ibrahim Traoré                                                                                              | ?                                                         |       |
| Burundi                          | Président Évariste Ndayishimiye                                                                                                   | Angéline Ndayishimiye                                     |       |
| Cambodge                         | Roi Norodom Sihamoni | —                                                         |       |
| Cameroun                         | Président Paul Biya | Chantal Biya                                              |       |
| Canada                           | Roi Charles III | Reine Camilla                                             |       |
| Canada                           | Gouverneure générale Mary Simon                                                                                                   | Whit Fraser (en)                                          |       |
| Cap-Vert                         | Président José Maria Neves | Débora Katisa Carvalho                                    |       |
| République centrafricaine        | Président Faustin-Archange Touadéra                                                                                               | Brigitte Touadéra                                         |       |
| République centrafricaine        | Président Faustin-Archange Touadéra                                                                                               | Tina Touadéra                                             |       |
| Tchad                            | Président Mahamat Idriss Déby | Dahabaya Oumar Souni                                      |       |
| Chili                            | Président Gabriel Boric | Irina Karamanos (partenaire, en rupture)                  |       |
| Chine                            | Secrétaire général du Parti communiste et président Xi Jinping                                                                    | Peng Liyuan                                               |       |
| Colombie                         | Président Gustavo Petro | Verónica Alcocer                                          |       |
| Comores                          | Président Azali Assoumani | Ambari Daroueche                                          |       |
| République démocratique du Congo | Président Félix Tshisekedi | Denise Nyakeru Tshisekedi                                 |       |
| République du Congo              | Président Denis Sassou Nguesso | Antoinette Sassou Nguesso                                 |       |
| Costa Rica                       | Président Rodrigo Chaves Robles                                                                                                   | Signe Zeicate (en)                                        |       |
| Croatie                          | Président Zoran Milanović | Sanja Musić Milanović                                     |       |
| Cuba                             | Premier secrétaire du Parti communiste et président Miguel Díaz-Canel                                                             | Marta Villanueva                                          |       |
| Chypre                           | Président Nikos Christodoulidis                                                                                                   | Philippa Karsera                                          |       |
| République tchèque               | Président Petr Pavel | Eva Pavlova                                               |       |
| Danemark                         | Roi Frédéric X | Reine Mary                                                |       |
| Djibouti                         | Président Ismaïl Omar Guelleh | Kadra Mahamoud Haid (en)                                  |       |
| Dominique                        | Présidente Sylvanie Burton | Gilbert Burton                                            |       |
| République dominicaine           | Président Luis Abinader | Raquel Arbaje (en)                                        |       |
| Timor oriental                   | Président José Ramos-Horta | Divorcée anciennement Ana Pessoa Pinto (en)               |       |
| Équateur                         | Président Daniel Noboa | Lavinia Valbonesi (en)                                    |       |
| Égypte                           | Président Abdel Fattah el-Sisi | Entissar Amer                                             |       |
| Salvador                         | Président Nayib Bukele | Gabriela Rodríguez de Bukele                              |       |
| Guinée équatoriale               | Président Teodoro Obiang Nguema Mbasogo                                                                                           | Constancia Mangue (en)                                    |       |
| Érythrée                         | Président du Front populaire pour la démocratie et la justice et président Isaias Afewerki                                        | Saba Hailé                                                |       |
| Estonie                          | Président Alar Karis | Sirje Karis                                               |       |
| Eswatini                         | Roi Mswati III | Inkhosikati LaMatsebula                                   |       |
| Eswatini                         | Roi Mswati III | Inkhosikati LaMotsa                                       |       |
| Eswatini                         | Roi Mswati III | Inkhosikati LaMbikiza                                     |       |
| Eswatini                         | Roi Mswati III | Inkhosikati LaNgangaza                                    |       |
| Eswatini                         | Roi Mswati III | Inkhosikati LaGija                                        |       |
| Eswatini                         | Roi Mswati III | Inkhosikati LaMagongo (en)                                |       |
| Eswatini                         | Roi Mswati III | Inkhosikati LaMahlangu                                    |       |
| Eswatini                         | Roi Mswati III | Inkhosikati LaNtentesa                                    |       |
| Eswatini                         | Roi Mswati III | Inkhosikati LaNkambule                                    |       |
| Eswatini                         | Roi Mswati III | Inkhosikati LaFogiyane                                    |       |
| Eswatini                         | Roi Mswati III | Inkhosikati LaMashwama                                    |       |
| Éthiopie                         | Présidente Sahle-Work Zewde | —                                                         |       |
| Fidji                            | Président Wiliame Katonivere | Philomène Katonivere                                      |       |
| Finlande                         | Président Alexander Stubb | (en)                                                      |       |
| France                           | Président Emmanuel Macron | Brigitte Macron                                           |       |
| Gabon                            | Président de transition Brice Oligui Nguema                                                                                       | Zita Nyangue Oligui                                       |       |
| Gambie                           | Président Adama Barrow | Fatoumatta Bah-Barrow (en)                                |       |
| Gambie                           | Président Adama Barrow | Sarjo Mballow                                             |       |
| Géorgie                          | Présidente Salomé Zourabichvili                                                                                                   | Veuf , anciennement Janri Kashia (décédée en 2012)        |       |
| Allemagne                        | Président Frank-Walter Steinmeier                                                                                                 | Elke Büdenbender                                          |       |
| Ghana                            | Président Nana Akufo-Addo | Rebecca Akufo-Addo (en)                                   |       |
| Grèce                            | Présidente Ekateríni Sakellaropoúlou                                                                                              | Pavlos Kotsonis                                           |       |
| Grenade                          | Roi Charles III | Reine Camilla                                             |       |
| Grenade                          | Gouverneure générale Cécile La Grenade                                                                                            | —                                                         |       |
| Guatemala                        | Président Bernardo Arévalo | Lucrecia Peinado (en)                                     |       |
| Guinée                           | Président par intérim Mamadi Doumbouya                                                                                            | Lauriane Doumbouya                                        |       |
| Guinée-Bissau                    | Président Umaro Sissoco Embaló | Dinisia Reis Embaló                                       |       |
| Guyane                           | Président Irfaan Ali | Arya Ali                                                  |       |
| Haïti                            | Président du Conseil présidentiel de transition Edgard Leblanc Fils                                                               | ?                                                         |       |
| Honduras                         | Président Xiomara Castro | Manuel Zelaya                                             |       |
| Hongrie                          | Président Tamás Sulyok | Zsuzsanna Sulyok                                          |       |
| Islande                          | Président Guðni Th. Jóhannesson                                                                                                   | Eliza Reid (en)                                           |       |
| Inde                             | Président Droupadi Murmu | Veuf , anciennement Shyam Charan Murmu (décédé en 2014)   |       |
| Indonésie                        | Président Joko Widodo | Iriana Joko Widodo                                        |       |
| Iran                             | Guide suprême Ali Khamenei | Mansoureh Khojasteh Bagherzadeh (en)                      |       |
| Irak                             | Président Abdel Latif Rachid | Shanaz Ibrahim Ahmed (en)                                 |       |
| Irlande                          | Président Michael D. Higgins | Sabina Higgins (en)                                       |       |
| Israël                           | Président Isaac Herzog | Michal Herzog                                             |       |
| Italie                           | Président Sergio Mattarella | Veuve, anciennement Marisa Chiazzese (décédée en 2012)    |       |
| Côte d'Ivoire                    | Président Alassane Ouattara | Dominique Ouattara                                        |       |
| Jamaïque                         | Roi Charles III | Reine Camilla                                             |       |
| Jamaïque                         | Gouverneur général Patrick Allen                                                                                                  | Denise Allen                                              |       |
| Japon                            | Empereur Naruhito | Impératrice Masako Owada                                  |       |
| Jordanie                         | Roi Abdallah II | Reine Rania                                               |       |
| Kazakhstan                       | Président Kassym-Jomart Tokaïev                                                                                                   | Divorcée, anciennement Nadezhda Tokayeva (en) (div. 2020) |       |
| Kenya                            | Président William Ruto | Rachel Ruto                                               |       |
| Kiribati                         | Président Taneti Maamau | Teiraeng Mamau                                            |       |
| Koweït                           | Émir Mechaal al-Ahmad al-Jaber al-Sabah                                                                                           | Nuria Sabah Al-Salim Al-Sabah                             |       |
| Koweït                           | Émir Mechaal al-Ahmad al-Jaber al-Sabah                                                                                           | Munira Badah Al-Mutairi                                   |       |
| Kirghizistan                     | Président Sadyr Japarov | Aigul Japarova (en)                                       |       |
| Laos                             | Secrétaire général du Parti révolutionnaire du peuple et président Thongloun Sisoulith                                            | Naly Sisoulith                                            |       |
| Lettonie                         | Président Thongloun Sisoulith | —                                                         |       |
| Liban                            | Président vacant | —                                                         |       |
| Lesotho                          | Roi Letsie III | Reine 'Masenate Mohato Seeiso                             |       |
| Liberia                          | Président Joseph Boakai | Katumu Yatta Boakai                                       |       |
| Libye                            | Président du Conseil présidentiel, Mohammed el-Menfi                                                                              | Sara al-Menfi                                             |       |
| Liechtenstein                    | Prince Hans-Adam II | Veuve, anciennement Princesse Marie (décédée en 2021)     |       |
| Liechtenstein                    | Regent Prince Alois | Princesse héréditaire Sophie                              |       |
| Lituanie                         | Président Gitanas Nausėda | Diana Nausėdienė (en)                                     |       |
| Luxembourg                       | Grand-Duc Henri | Grande-Duchesse Maria Teresa                              |       |
| Madagascar                       | Président Andry Rajoelina | Mialy Rajoelina                                           |       |
| Malawi                           | Président Lazarus Chakwera | Monica Chakwera (en)                                      |       |
| Malaisie                         | Roi Ibrahim Iskandar | Raja Permaisuri Agong Zarith Sofiah (en)                  |       |
| Maldives                         | Président Mohamed Muizzu | Sajidha Mohamed (en)                                      |       |
| Mali                             | Président Assimi Goïta | Lala Diallo                                               |       |
| Malte                            | Présidente Myriam Spiteri Debono                                                                                                  | Anthony Spiteri Debono                                    |       |
| Îles Marshall                    | Présidente Hilda Heine | Tommy Kijiner                                             |       |
| Mauritanie                       | Président Mohamed Ould Ghazouani                                                                                                  | Mariam Mint Mohamed Vadel Ould Dah                        |       |
| Maurice                          | Président Prithvirajsing Roopun                                                                                                   | Sayukta Roopun                                            |       |
| Mexique                          | Président Andrés Manuel López Obrador                                                                                             | Beatriz Gutiérrez Müller                                  |       |
| États fédérés de Micronésie      | Président Wesley Simina | —                                                         |       |
| Moldavie                         | Présidente Maia Sandu | —                                                         |       |
| Monaco                           | Prince Albert II | Princesse Charlene                                        |       |
| Mongolie                         | Président Ukhnaagiin Khürelsükh                                                                                                   | Bolortsetseg Khürelsükh                                   |       |
| Monténégro                       | Président Jakov Milatović | Milena Milatović                                          |       |
| Maroc                            | Roi Mohammed VI | Divorcée Anciennement Princesse Lalla Salma (div. 2018)   |       |
| Mozambique                       | Président Filipe Nyusi | Isaura Nyusi (en)                                         |       |
| Birmanie                         | Président par intérim et président du Conseil d'administration de l'État Min Aung Hlaing                                          | Kyu Kyu Hla (en)                                          |       |
| Namibie                          | Président Nangolo Mbumba | Susjie Mbumba                                             |       |
| Nauru                            | Président David Adeang | —                                                         |       |
| Népal                            | Président Ram Chandra Poudel | Savita Poudel                                             |       |
| Pays-Bas                         | Roi Willem-Alexander | Reine Máxima                                              |       |
| Nouvelle-Zélande                 | Roi Charles III | Reine Camilla                                             |       |
| Nouvelle-Zélande                 | Gouverneure générale Cindy Kiro                                                                                                   | Richard Davies (en)                                       |       |
| Nicaragua                        | Président Daniel Ortega | Rosario Murillo                                           |       |
| Niger                            | Président Abdourahamane Tchiani                                                                                                   | ?                                                         |       |
| Nigeria                          | Président Bola Tinubu | Oluremi Tinubu                                            |       |
| Corée du Nord                    | Secrétaire général du Parti des travailleurs , président de la Commission des affaires de l'État et dirigeant suprême Kim Jong-un | Ri Sol-ju                                                 |       |
| Corée du Nord                    | Président du Comité permanent de l'Assemblée populaire suprême Choe Ryong-hae                                                     | ?                                                         |       |
| Macédoine du Nord                | Présidente Gordana Siljanovska-Davkova                                                                                            | ?                                                         |       |
| Norvège                          | Roi Harald V | Reine Sonja                                               |       |
| Oman                             | Sultan Haïtham ben Tariq | Ahad al-Bussaidiyya                                       |       |
| Pakistan                         | Président Asif Ali Zardari | Veuve Anciennement Benazir Bhutto (décédée en 2007)       |       |
| Palaos                           | Président Surangel Whipps Jr. | Valérie Esang Remengesau                                  |       |
| Palestine                        | Président Mahmoud Abbas | Amina Abbas                                               |       |
| Panama                           | Président José Raúl Mulino | Marisel Cohen de Mulino                                   |       |
| Papouasie-Nouvelle-Guinée        | Roi Charles III | Reine Camilla                                             |       |
| Papouasie-Nouvelle-Guinée        | Le gouverneur général Bob Dadae                                                                                                   | Hannah Dadae                                              |       |
| Paraguay                         | Président Mario Abdo Benítez | Silvana López Moreira                                     |       |
| Pérou                            | Présidente Dina Boluarte | David Gómez Villasante                                    |       |
| Philippines                      | Président Bongbong Marcos | Liza Araneta Marcos (en)                                  |       |
| Pologne                          | Président Andrzej Duda | Agata Kornhauser-Duda                                     |       |
| Portugal                         | Président Marcelo Rebelo de Sousa                                                                                                 | Séparée Ana Cristina Motta Veiga (septembre 1980)         |       |
| Qatar                            | Émir Cheikh Tamim ben Hamad Al Thani                                                                                              | Cheikha Jawahir bint Hamad bin Suhaim al-Thani (en)       |       |
| Qatar                            | Émir Cheikh Tamim ben Hamad Al Thani                                                                                              | Cheikha Al-Anoud bint Mana Al Hajri (en)                  |       |
| Qatar                            | Émir Cheikh Tamim ben Hamad Al Thani                                                                                              | Cheikha Noora bint Hathal Al Dosari (en)                  |       |
| Roumanie                         | Président Klaus Iohannis | Carmen Iohannis                                           |       |
| Russie                           | Président Vladimir Poutine | Divorcée anciennement Lioudmila Otcheretnaïa (div. 2014)  |       |
| Rwanda                           | Président Paul Kagame | Jeannette Kagame                                          |       |
| Saint-Christophe-et-Niévès       | Roi Charles III | Reine Camilla                                             |       |
| Saint-Christophe-et-Niévès       | Gouverneur général Tapley Seaton                                                                                                  | —                                                         |       |
| Sainte-Lucie                     | Roi Charles III | Reine Camilla                                             |       |
| Sainte-Lucie                     | Le gouverneur général par intérim Errol Charles                                                                                   | —                                                         |       |
| Saint-Vincent-et-les-Grenadines  | Roi Charles III | Reine Camilla                                             |       |
| Saint-Vincent-et-les-Grenadines  | Gouverneure générale Susan Dougan                                                                                                 | Hugh Dougan                                               |       |
| Samoa                            | O le Ao o le Malo Tuimalealiʻifano Vaʻaletoʻa Sualauvi II                                                                         | Masiofo Fa'amausili Leinafo                               |       |
| Saint-Marin                      | Capitaine régente Milena Gasperoni                                                                                                | —                                                         |       |
| Saint-Marin                      | Capitaine régent Alessandro Rossi                                                                                                 | —                                                         |       |
| Sao Tomé-et-Principe             | Président Carlos Vila Nova | María de Fátima Afonso Vila Nova                          |       |
| Arabie saoudite                  | Roi Salman | Fahda bint Falah bin Sultan Al Hithalayn                  |       |
| Sénégal                          | Président Bassirou Diomaye Faye                                                                                                   | Marie Khone Faye                                          |       |
| Sénégal                          | Président Bassirou Diomaye Faye                                                                                                   | Absa Faye                                                 |       |
| Serbie                           | Président Aleksandar Vučić | Tamara Vučić (en)                                         |       |
| Seychelles                       | Président Wavel Ramkalawan | Linda Ramkalawan                                          |       |
| Sierra Leone                     | Président Julius Maada Bio | Fatima Bio                                                |       |
| Singapour                        | Président Tharman Shanmugaratnam                                                                                                  | Jane Yumiko Ittogi (en)                                   |       |
| Slovaquie                        | Président Peter Pellegrini | —                                                         |       |
| Slovénie                         | Présidente Nataša Pirc Musar | Aleš Musar (en)                                           |       |
| Îles Salomon                     | Roi Charles III | Reine Camilla                                             |       |
| Îles Salomon                     | Gouverneur général David Vunagi                                                                                                   | Marie Vunagi                                              |       |
| Somalie                          | Président Hassan Cheikh Mohamud                                                                                                   | Qamar Ali                                                 |       |
| Afrique du Sud                   | Président Cyril Ramaphosa | Tshepo Motsepe                                            |       |
| Corée du Sud                     | Président Yoon Suk-yeol | Kim Keon-hee                                              |       |
| Soudan du Sud                    | Président Salva Kiir Mayardit | Mary Ayen Mayardit                                        |       |
| Soudan du Sud                    | Président Salva Kiir Mayardit | Aluel William Nyuon Bany                                  |       |
| Espagne                          | Roi Felipe VI | Reine Letizia                                             |       |
| Sri Lanka                        | Président Ranil Wickremesinghe | Maitree Wickremesinghe (en)                               |       |
| Soudan                           | Président du Conseil de souveraineté, Abdel Fattah al-Burhan                                                                      | —                                                         |       |
| Suriname                         | Président Chan Santokhi | Mellisa Santokhi-Seenacherry (en)                         |       |
| Suède                            | Roi Carl XVI Gustaf | Reine Silvia                                              |       |
| Suisse                           | Présidente Viola Amherd | —                                                         |       |
| Suisse                           | Vice-présidente Karin Keller-Sutter                                                                                               | Morten Keller                                             |       |
| Suisse                           | Le conseiller fédéral Guy Parmelin                                                                                                | —                                                         |       |
| Suisse                           | Le conseiller fédéral Albert Rösti                                                                                                | Theres Rösti                                              |       |
| Suisse                           | La conseillère fédérale Élisabeth Baume-Schneider                                                                                 | Pierre-André Baume                                        |       |
| Suisse                           | Le conseiller fédéral Ignazio Cassis                                                                                              | Paola Cassis                                              |       |
| Suisse                           | Le conseiller fédéral Beat Jans                                                                                                   | Tracy Renée Glass                                         |       |
| Syrie                            | Président Bachar el-Assad | Asma el-Assad                                             |       |
| Tadjikistan                      | Président Emomali Rahmon | Azizmo Asadullayeva (en)                                  |       |
| Tanzanie                         | Présidente Samia Suluhu Hassan | Hafidh Ameir                                              |       |
| Thaïlande                        | Roi Vajiralongkorn | Reine Suthida Tidjai                                      |       |
| Thaïlande                        | Roi Vajiralongkorn | Chao Khun Phra Sineenat Bilaskalayani (en)                |       |
| Togo                             | Président Faure Gnassingbé | Nana Ama Kuffour                                          |       |
| Tonga                            | Roi Tupou VI | Reine Nanasipau'u Tuku'aho (en)                           |       |
| Trinité-et-Tobago                | Présidente Christine Kangaloo | Kerwyn Garcia                                             |       |
| Tunisie                          | Président Kaïs Saïed | Ichraf Saïed                                              |       |
| Turquie                          | Président Recep Tayyip Erdoğan | Ichraf Saïed                                              |       |
| Turkménistan                     | Président Serdar Berdimuhamedow                                                                                                   | ?                                                         |       |
| Tuvalu                           | Roi Charles III | Reine Camilla                                             |       |
| Tuvalu                           | Gouverneur général Tofiga Vaevalu Falani                                                                                          | Tangira Falani                                            |       |
| Ouganda                          | Président Yoweri Museveni | Janet Museveni                                            |       |
| Ukraine                          | Président Volodymyr Zelensky | Olena Zelenska                                            |       |
| Émirats arabes unis              | Président Cheik Mohammed ben Zayed Al Nahyane                                                                                     | Salama bint Hamdan Al Nahyan (en)                         |       |
| Royaume-Uni                      | Roi Charles III | Reine Camilla                                             |       |
| États-Unis                       | Président Joe Biden | Jill Biden                                                |       |
| Uruguay                          | Président Luis Alberto Lacalle Pou                                                                                                | Lorena Ponce de León                                      |       |
| Ouzbékistan                      | Président Shavkat Mirziyoyev | Ziroatxon Hoshimova                                       |       |
| Vanuatu                          | Président Nikenike Vurobaravu | Rima Vurobaravu                                           |       |
| Vatican                          | Pape souverain François | Célibataire                                               |       |
| Venezuela                        | Président Nicolás Maduro | Cilia Flores                                              |       |
| Vietnam                          | Secrétaire général par intérim du Parti communiste et président Tô Lâm                                                            | Ngô Phương Ly (en)                                        |       |
| Yémen                            | Président Rachad al-Alimi | ?                                                         |       |
| Zambie                           | Président Hakainde Hichilema | Mutinta Hichilema                                         |       |
| Zimbabwe                         | Président Emmerson Mnangagwa | Auxillia Mnangagwa                                        |       |

## Autres États
Les États suivants sont en libre association avec un autre État membre de l’ONU.
| État         | Chef de l'État                      | Conjoint          | Image |
| ------------ | ----------------------------------- | ----------------- | ----- |
| Cook Islands | Roi Charles III                     | Reine Camilla     |       |
| Cook Islands | Le représentant du roi Tom Marsters | Tuaine d'Arorangi |       |
| Niue         | Roi Charles III                     | Reine Camilla     |       |
| Niue         | Représentante du Roi Cindy Kiro     | Richard Davies    |       |

Les États suivants contrôlent leur territoire et sont reconnus par au moins un État membre de l’ONU.
| État                         | Chef de l'État                                                  | Conjoint       | Image |
| ---------------------------- | --------------------------------------------------------------- | -------------- | ----- |
| Modèle:République d'Abkhazie | Président Aslan Bzhania                                         |                |       |
| Kosovo                       | Président Vjosa Osmani                                          | Prindon Sadriu |       |
| Chypre du Nord               | Président Ersin Tatar                                           | Sibel Tatar    |       |
| Sahara occidental            | Secrétaire général du Front Polisario et président Brahim Ghali |                |       |
| Ossétie du Sud-Alanie        | Président Alan Gagloyev                                         | ?              |       |
| Taiwan                       | Président Lai Ching-te                                          | Wu Mei-ju      |       |

Les États suivants contrôlent leur territoire, mais ne sont reconnus par aucun État membre de l’ONU.
| État         | Chef de l'État               | Conjoint                | Image |
| ------------ | ---------------------------- | ----------------------- | ----- |
| Somaliland   | Président Muse Bihi Abdi     | Zahra Abdilahi Absia    |       |
| Somaliland   | Président Muse Bihi Abdi     | Roda Ahmed Omar         |       |
| Transnistrie | Président Vadim Krasnoselsky | Svetlana Krasnoselskaïa |       |